# Chiesa di San Pietro Apostolo (Tarcento)
Il duomo di San Pietro Apostolo è la parrocchiale di Tarcento, in provincia ed arcidiocesi di Udine; fa parte della forania della Pedemontana.

## Storia

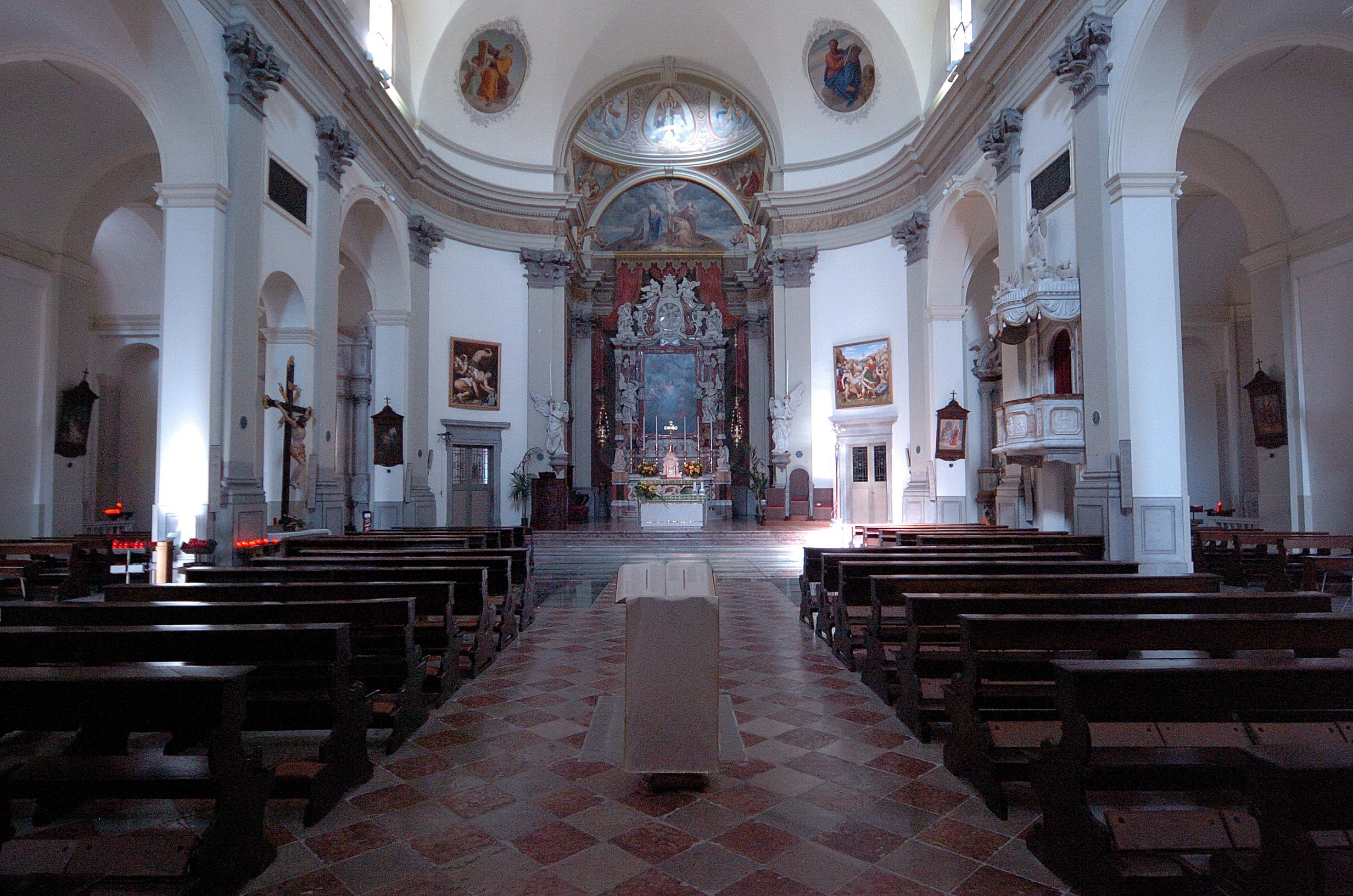
L'interno del Duomo

In base ai reperti trovati, si sa che a Tarcento esisteva una chiesetta già nel V secolo. Detta chiesa, distrutta intorno all'anno 1000, fu riedificata in stile romanico.
Nel 1425 la chiesetta venne ampliata notevolmente: furono costruiti il campanile e le due navate laterali. La struttura, ormai compromessa, fu demolita verso la fine del XVIII secolo. L'attuale duomo venne costruito tra il 1772 e il 1792. Nel corso dell'Ottocento furono edificate le sacrestie e, nei primi anni venti, la cripta venne ridedicata a Sant'Antonio di Padova e ai Caduti. In seguito al terremoto del Friuli del 1976 il duomo fu restaurato.